# Mer d'Åland
La mer d'Åland, en finnois Ahvenanmeri, en suédois Ålands hav, est une mer intracontinentale de la mer Baltique, plus précisément du golfe de Botnie. Elle se situe entre l'archipel finlandais d'Åland à l'est, la Suède à l'ouest et la mer de Botnie au nord ; avec le Kihti et Åland, elle isole le golfe de Botnie du centre de la mer Baltique. Elle est profonde de 200 à 300 mètres au nord, un peu moins au sud et avec un seuil de 70 à 80 mètres de profondeur entre les deux.

## Géographie

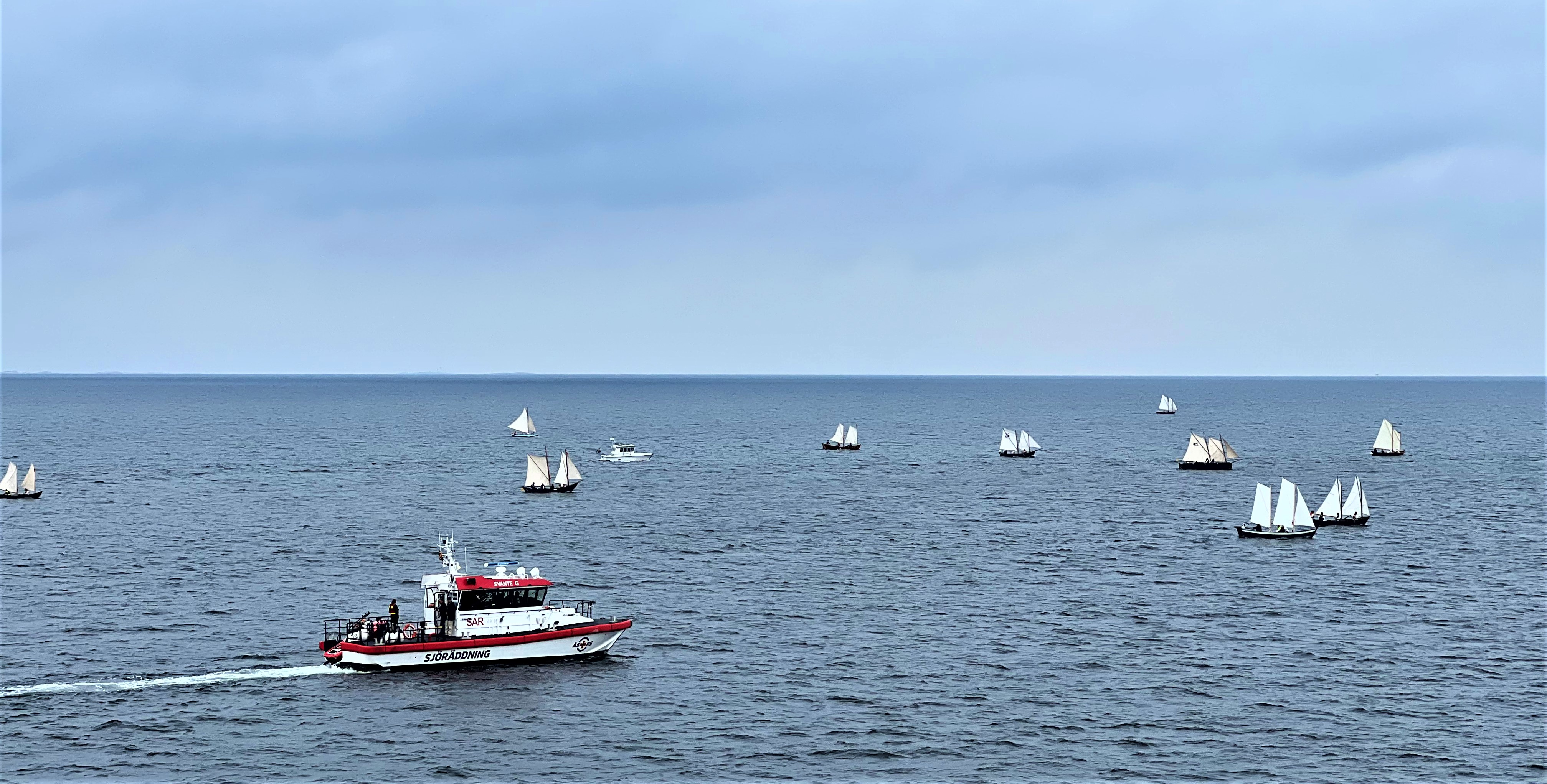
Concours Postrodden entre Grisslehamn et Eckerö en 2022 avec Rescue Svante G a gauche.

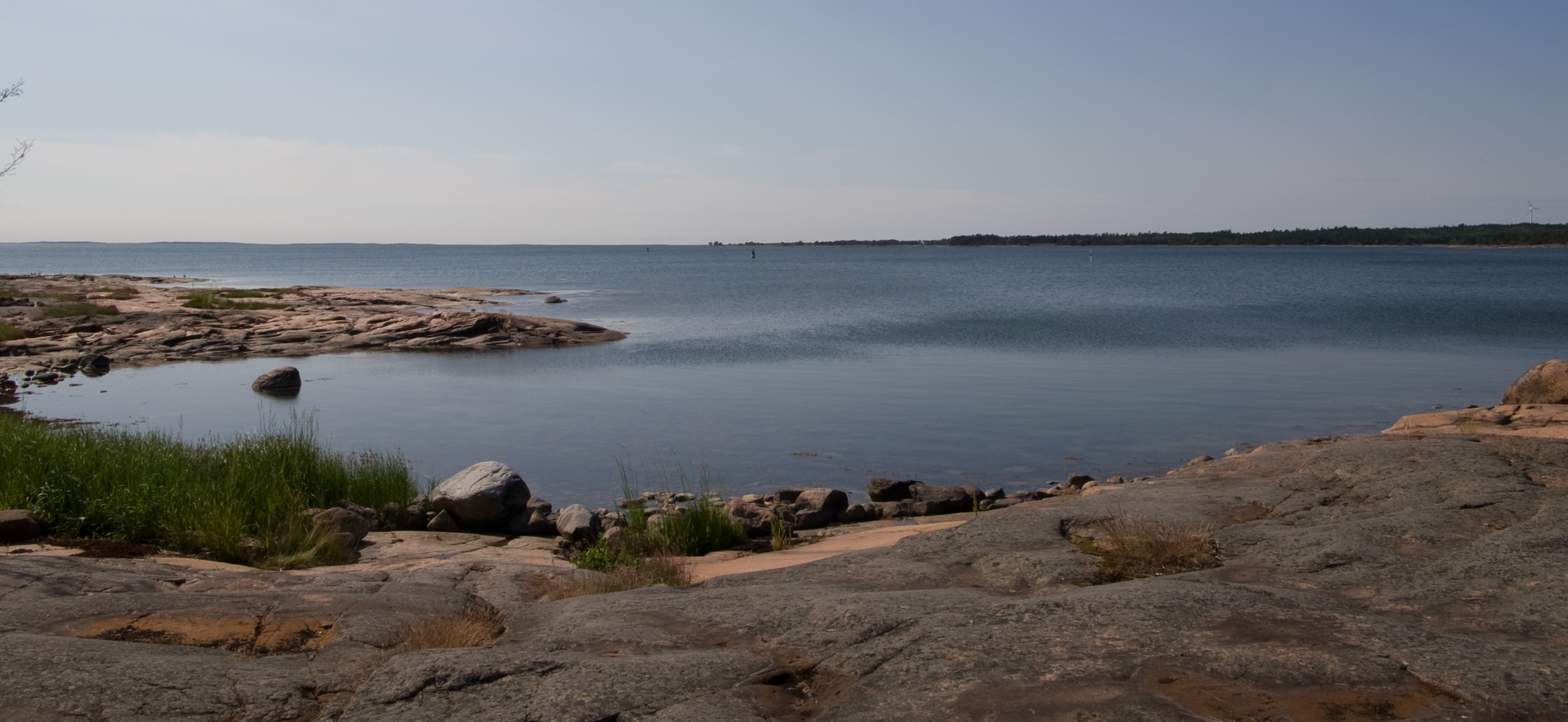
Vue depuis Eckerö.